# Enrico Casarosa

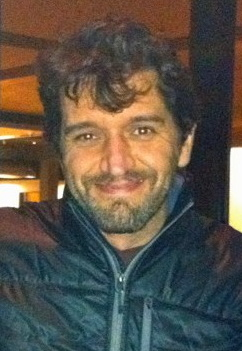
Enrico Casarosa, 2011

Enrico Casarosa (* 20. November 1971 in Genua) ist ein italienischer Animationsfilmer und Illustrator.

## Leben
Casarosa wuchs in Genua auf und studierte zunächst an der Universität Genua  Ingenieurwesen. Er zog nach Mailand, wo er am Istituto Europeo di Design Illustrationskurse besuchte. Im Jahr 1994 ging er nach New York City. Hier studierte er Animation an der School of Visual Arts und Illustration am Fashion Institute of Technology, schloss das Studium jedoch nicht ab.
Casarosa war als Background Designer und Storyboard Artist für verschiedene Fernsehserien des Disney Channel tätig und begann schließlich bei den Blue Sky Studios als Storyboard Artist zu arbeiten. Er war so an den Filmen Ice Age und Robots beteiligt. Im Januar 2002 kam er zu Pixar und arbeitete als Storyboard Artist an den Filmen Cars und Ratatouille. Später war er, ebenfalls als Storyboard Artist, an der Entstehung von Oben beteiligt. Seine Regiedebüt wurde der siebenminütige Pixar-Kurzfilm La Luna, der am 6. Juni 2011 auf dem Festival d’Animation Annecy seine Weltpremiere erlebte.
Casarosa veröffentlichte zudem mehrere Bücher mit eigenen Illustrationen, darunter die Comicreihe The Adventures of Mia.
Im Jahr 2022 wurde er in die Academy of Motion Picture Arts and Sciences (AMPAS) berufen, die alljährlich die Oscars vergibt.
Casarosa ist verheiratet, hat eine Tochter und lebt in San Francisco.

## Filmografie (Auswahl)
- 2002: Ice Age (storyboard artist)
- 2005: Robots (storyboard artist)
- 2006: Cars (story artist)
- 2007: Ratatouille (storyboard artist)
- 2009: Oben (Up) (storyboard artist)
- 2011: La Luna (Kurzfilm, Regie)
- 2016: Piper (Kurzfilm, storyboard artist)
- 2017: Coco – Lebendiger als das Leben! (Coco) (story artist)
- 2021: Luca (Regie, Drehbuch, Stimme)

## Publikationen (Auswahl)
- 2003: Fragments
- 2005: Sketch Crawling. Watercolors and comics of varing degrees of stillness
- 2006: Three trees make a forest
- 2008: The Venice Chronicles

## Auszeichnungen
- 2012: Oscarnominierung in der Kategorie Bester animierter Kurzfilm für La Luna